# Pachavita

Localização de Pachavita no departamento de Boyacá.

Pachavita é um município no departamento de Boyacá, na Colômbia.